# Bengalla bertmaini
Genre
Espèce
Bengalla bertmaini, unique représentant du genre Bengalla, est une espèce d'araignées aranéomorphes de la famille des Ctenidae.

## Distribution
Cette espèce est endémique du Gascoyne en Australie-Occidentale. Elle se rencontre dans des grottes de la chaîne du Cap.

## Description
Cette espèce troglobie est anophtalme et non pigmentée.
Le mâle holotype mesure 6,17 mm et la femelle paratype 9,01 mm.

## Étymologie
Cette espèce est nommée en l'honneur d'Albert Russell Main.

## Publication originale
- Gray & Thompson, 2001 : New lycosoid spiders from cave and surface habitats in southern Australia and Cape Range peninsula (Araneae: Lycosoidea). Records of the Western Australian Museum Supplement, vol. 64, p. 159-170 (texte intégral).